# NGC 6102
NGC 6102 (również PGC 57639 lub UGC 10300) – galaktyka spiralna (Sc), znajdująca się w gwiazdozbiorze Korony Północnej. Odkrył ją Albert Marth 24 czerwca 1864 roku.